# IC 2459
IC 2459 је елиптична галаксија у сазвјежђу Рис која се налази на листи објеката дубоког неба у Индекс каталогу.
Деклинација објекта је + 34° 51' 46" а ректасцензија 9h 18m 59,4s. Привидна величина (магнитуда) објекта IC 2459 износи 14,7 а фотографска магнитуда 15,7. IC 2459 је још познат и под ознакама NPM1G +35.0157, PGC 2055725.